# Кочетово (Псковская область)
Кочетово — деревня в Краснопрудской волости Псковского района Псковской области России.
Расположена в 8 км к югу от волостного центра Кирово и в 50 км к югу от города Пскова.
Постоянное население по состоянию на 2000 год в деревне отсутствовало.